# Karow (Berlino)
Karow è un quartiere di Berlino, appartenente al distretto di Pankow.

## Storia
Già comune autonomo, venne annessa nel 1920 alla "Grande Berlino", venendo assegnata al distretto di Pankow.